# Billy Maximiano
Abilio (Billy / Bilin) Maximiano (São Nicolau, 2 april 1974) is een Kaapverdisch-Nederlands voormalig voetballer die als linker aanvaller speelde.
Maximiano begon bij Xerxes en speelde vanaf 1996 in het profvoetbal voor SBV Excelsior, Dordrecht '90, FC Groningen en FC Den Bosch. Nadat een stage in de zomer van 2003 bij Sparta Rotterdam geen contract opleverde, speelde hij nog voor Hoofdklasser SV Deltasport Vlaardingen.
Met Lotfi Amhaouch trainde hij in het seizoen 2010/11 GLZ Delfshaven.